# Кратный интеграл Римана
Примечание: всюду в данной статье, где используется знак {\displaystyle \int } имеется в виду (кратный) интеграл Римана {\displaystyle \left(R\right)\int }, если не оговорено обратное;

всюду в данной статье, где говорится об измеримости множества, имеется в виду измеримость по Жордану, если не оговорено обратное.

## Определение
Пусть {\displaystyle A} - измеримое (по Жордану) множество. Разбиение {\displaystyle T} множества {\displaystyle A} - это любой набор {\displaystyle \left\{A_{i}\right\}_{i=1}^{m}} измеримых множеств, пересекающихся лишь по границам и {\displaystyle \bigcup _{1}^{m}A_{i}=A}. Выберем точки {\displaystyle \xi _{i}\in A_{i},\ i=1,\ldots ,m,\ \xi =\left\{\xi _{i}\right\}_{i=1}^{m}} - получили {\displaystyle (T,\xi )=\left\{A_{i},\xi _{i}\right\}_{i=1}^{m}} - разбиение с отмеченными точками.
Пусть функция {\displaystyle f} определена на {\displaystyle A}, тогда интегральной суммой называется {\displaystyle \sigma (f,T,\xi )=\sum _{k=1}^{m}f(\xi _{k})\mu A_{k}}.
Функция {\displaystyle f} интегрируема по Риману в кратном смысле на {\displaystyle A} и {\displaystyle I} - её интеграл, если {\displaystyle \forall \varepsilon >0\ \exists \delta >0}: для любого отмеченного разбиения {\displaystyle (T,\xi )} с {\displaystyle \xi _{i}\in {}A_{i}} и диаметром {\displaystyle dA_{i}=\sup \limits _{x,\,y\in A_{i}}\rho (x,y)<\delta } выполняется неравенство {\displaystyle \left|\sigma (f,T,\xi )-I\right|<\varepsilon }. Обозначается интеграл от функции {\displaystyle f} на измеримом множестве {\displaystyle A}: {\displaystyle \int \limits _{A}f\,d{\vec {x}}}.

## Некоторые свойства кратного интеграла Римана
1. Если функция {\displaystyle f} интегрируема по Риману на измеримом множестве {\displaystyle A}, то {\displaystyle \exists \delta >0}, что функция {\displaystyle f} ограничена на множестве {\displaystyle A_{\delta }=\left\{x\in A:\ \rho (x,{\mbox{int}}A)<\delta \right\}}, где {\displaystyle {\mbox{int}}A} - внутренность {\displaystyle A}. (См. Связь интегрируемости по Риману и ограниченности).
2. Если функция {\displaystyle f} интегрируема по Риману на измеримом множестве {\displaystyle A}, функция {\displaystyle g} определена на {\displaystyle A} и {\displaystyle g(x)=f(x)} на {\displaystyle A_{\delta }} для некоторого {\displaystyle \delta >0}, то {\displaystyle g} интегрируема по Риману на {\displaystyle A} и {\displaystyle \int \limits _{A}g\,d{\vec {x}}=\int \limits _{A}f\,d{\vec {x}}}.
3. Линейность. Если {\displaystyle f\in R(A)} (ограничена и интегрируема по Риману на {\displaystyle A}), то {\displaystyle \forall \alpha \in \mathbb {R} } функция {\displaystyle \alpha {}f\in R(A)} и {\displaystyle \int \limits _{A}\alpha f\,d{\vec {x}}=\alpha \int \limits _{A}f\,d{\vec {x}}}. Если {\displaystyle f,g\in R(A)}, то {\displaystyle f\pm g\in R(A)} и {\displaystyle \int \limits _{A}(f\pm g)\,d{\vec {x}}=\int \limits _{A}f\,d{\vec {x}}\pm \int \limits _{A}g\,d{\vec {x}}}. Следует из свойств интеграла как предела по базе.
4. Аддитивность по множествам. Если {\displaystyle f\in R(A)} и {\displaystyle f\in R(B)}, то {\displaystyle f\in R(A\cup B)} и, если {\displaystyle \mu (A\cap B)=0}, то {\displaystyle \int \limits _{A\cup B}f\,d{\vec {x}}=\int \limits _{A}f\,d{\vec {x}}+\int \limits _{B}f\,d{\vec {x}}}. Первая часть следует из критерия Лебега.
5. Интегрируемость по подмножеству. Если {\displaystyle f\in R(A)}, {\displaystyle B} - измеримое по Жордану подмножество {\displaystyle A}, то {\displaystyle f\in R(B)}. Следует из критерия Лебега.
6. Если {\displaystyle f,g\in R(A)}, то {\displaystyle f*g\in R(A)}. Следует из критерия Лебега.
7. Если {\displaystyle f\in R(A)}, функция {\displaystyle \varphi } непрерывна на отрезке {\displaystyle [\alpha ,\beta ]\supset f(A)\Rightarrow \varphi (f)\in R(A)}. Следует из критерия Лебега.
8. Если {\displaystyle f\in R(A)}, и {\displaystyle f} изменить на множестве {\displaystyle B\subset A,\ \mu B=0}, то измененная функция {\displaystyle {\tilde {f}}}, при условии её ограниченности на {\displaystyle A}, также интегрируема по Риману на {\displaystyle A} и {\displaystyle \int \limits _{A}{\tilde {f}}\,d{\vec {x}}=\int \limits _{A}f\,d{\vec {x}}}.
9. Если {\displaystyle f,g\in R(A)} и {\displaystyle f(x)\leqslant g(x)} на {\displaystyle A}, то {\displaystyle \int \limits _{A}f\,d{\vec {x}}\leqslant \int \limits _{A}g\,d{\vec {x}}}. Следует из свойств интеграла как предела по базе.
10. Если {\displaystyle f\in R(A)}, то {\displaystyle \left|f\right|\in R(A)} и {\displaystyle \left|\int \limits _{A}f\,d{\vec {x}}\right|\leqslant \int \limits _{A}\left|f\right|\,d{\vec {x}}}.
11. Если {\displaystyle f\in R(A)}, {\displaystyle f(x)\geqslant 0} на {\displaystyle A} и {\displaystyle f(x_{0})>0,\ x_{0}} - внутренняя точка {\displaystyle A} и точка непрерывности {\displaystyle f}, то {\displaystyle \int \limits _{A}f\,d{\vec {x}}>0}.

## Теоремы
- Критерий интегрируемости Дарбу.

Ограниченная функция {\displaystyle f} на измеримом множестве {\displaystyle A} интегрируема по Риману {\displaystyle \Leftrightarrow \ I_{*}(f)=I^{*}(f)}, и в случае равенства: {\displaystyle I_{*}(f)=I^{*}(f)=\int \limits _{A}f\,d{\vec {x}}}, где {\displaystyle I_{*}} и {\displaystyle I^{*}} - соответственно нижний и верхний интегралы Дарбу.
- Критерий интегрируемости Лебега.

Ограниченная {\displaystyle f} на измеримом множестве {\displaystyle A} интегрируема по Риману {\displaystyle \Leftrightarrow \ f} непрерывна почти всюду на {\displaystyle A}.
- Теоремы о связи интеграла Римана и меры Жордана.
  - Теорема 1. Пусть {\displaystyle A} - измеримое множество в {\displaystyle \mathbb {R} ^{n},\ E\subset A}. Тогда измеримость по Жордану множества {\displaystyle E\ \Leftrightarrow } характеристическая функция {\displaystyle \chi _{E}} интегрируема по Риману на {\displaystyle A}, и в случае измеримости {\displaystyle E} выполняется равенство: {\displaystyle \mu E=\int \limits _{A}\chi _{E}\,d{\vec {x}}}.
  - Теорема 2. Пусть {\displaystyle A} - измеримое множество в {\displaystyle \mathbb {R} ^{n}}, функция {\displaystyle f({\vec {x}})\geqslant 0} на {\displaystyle A}. Пусть множество {\displaystyle A_{f}=\left\{({\vec {x}},y)\in \mathbb {R} ^{n+1}:\ {\vec {x}}\in A,\ 0\leqslant y\leqslant f({\vec {x}})\right\}}. Тогда интегрируемость по Риману ограниченной функции {\displaystyle f} на множестве {\displaystyle A\ \Leftrightarrow } множество {\displaystyle A_{f}} измеримо по Жордану в {\displaystyle \mathbb {R} ^{n+1}}. При этом в случае измеримости {\displaystyle A_{f}} выполняется равенство: {\displaystyle \mu ^{n+1}A_{f}=\int \limits _{A}\,fd{\vec {x}}}.
  - Следствие. Ограниченная на измеримом множестве {\displaystyle A\subset \mathbb {R} ^{n}} функция {\displaystyle f} интегрируема по Риману на {\displaystyle A\ \Leftrightarrow } множества {\displaystyle A_{f}^{+}=\left\{({\vec {x}},y)\in \mathbb {R} ^{n+1}:\ {\vec {x}}\in A,\ 0\leqslant y\leqslant f({\vec {x}})\right\}} и {\displaystyle A_{f}^{-}=\left\{({\vec {x}},y)\in \mathbb {R} ^{n+1}:\ {\vec {x}}\in A,\ f({\vec {x}})\leqslant y\leqslant 0\right\}} измеримы по Жордану в {\displaystyle \mathbb {R} ^{n+1}}. И в случае их измеримости выполняется равенство: {\displaystyle \int \limits _{A}f\,d{\vec {x}}=\mu ^{(n+1)}A_{f}^{+}-\mu ^{(n+1)}A_{f}^{-}}.
- Теоремы о сведении кратных интегралов Римана в повторным.
  - Теорема. Пусть функция {\displaystyle f\in R(\Pi )}, где {\displaystyle \Pi } - брус, являющийся произведением промежутков: {\displaystyle \Pi =\prod _{k=1}^{n}[a_{k},b_{k}]\subset \mathbb {R} ^{n}}. Пусть {\displaystyle 1\leqslant m<n}, для каждого {\displaystyle {\vec {\xi }}\in \Pi ^{''}=\prod _{k=m+1}^{n}[a_{k},b_{k}]\subset \mathbb {R} ^{n-m}}, обозначим через {\displaystyle I_{*}({\vec {\xi }})} и {\displaystyle I^{*}({\vec {\xi }})} нижний и верхний интегралы Дарбу от {\displaystyle f({\vec {x}}\,',{\vec {\xi }})} по {\displaystyle {\vec {\xi }}\,'\in \mathbb {R} ^{m}} на {\displaystyle \Pi ^{'}=\prod _{k=1}^{m}[a_{k},b_{k}]\subset \mathbb {R} ^{m}}. Тогда {\displaystyle I_{*}({\vec {\xi }})} и {\displaystyle I^{*}({\vec {\xi }})} интегрируемы по Риману на {\displaystyle \Pi ^{''}} и {\displaystyle \int \limits _{\Pi ^{''}}I_{*}({\vec {\xi }})\,d{\vec {\xi }}=\int \limits _{\Pi ^{''}}I^{*}({\vec {\xi }})\,d{\vec {\xi }}=\int \limits _{\Pi }f({\vec {x}})\,d{\vec {x}}}.
  - Следствие 1. Пусть {\displaystyle f\in R(\Pi )}, где {\displaystyle \Pi } - брус, являющийся произведением промежутков: {\displaystyle \Pi =\prod _{k=1}^{n}[a_{k},b_{k}]\subset \mathbb {R} ^{n},\ 1\leqslant m<n.\ \Pi ^{''}=\prod _{k=m+1}^{n}[a_{k},b_{k}]}. Пусть {\displaystyle I({\vec {x}}\,''),\ {\vec {x}}\,''\in \Pi ^{''}}, такая функция на {\displaystyle \Pi ^{''}}, что {\displaystyle I_{*}({\vec {x}}\,'')\leqslant I({\vec {x}}\,'')\leqslant I^{*}({\vec {x}}\,'')\leqslant }, где {\displaystyle I_{*}({\vec {x}}\,'')} и {\displaystyle I^{*}({\vec {x}}\,'')} - соответственно нижний и верхний интегралы Дарбу от {\displaystyle f({\vec {x}}\,',{\vec {x}}\,'')} при фиксированном {\displaystyle {\vec {x}}\,''} по {\displaystyle {\vec {x}}\,'} на {\displaystyle \Pi ^{'}=\prod _{k=1}^{m}[a_{k},b_{k}]}. Тогда функция {\displaystyle I({\vec {x}}\,'')} интегрируема по Риману на {\displaystyle \Pi ^{''}} и {\displaystyle \int \limits _{\Pi ^{''}}I({\vec {x}}\,')\,d{\vec {x}}\,''=\int \limits _{\Pi }f({\vec {x}})\,d{\vec {x}}}.
  - Следствие 2. Пусть {\displaystyle f\in R(\Pi )}, где {\displaystyle \Pi } - брус, являющийся произведением промежутков: {\displaystyle \Pi =\prod _{k=1}^{n}[a_{k},b_{k}]\subset \mathbb {R} ^{n},\ 1\leqslant m<n}. Если {\displaystyle \forall {\vec {x}}\,''\in \Pi ^{''}=\prod _{k=m+1}^{n}[a_{k},b_{k}]\subset \mathbb {R} ^{n-m}}, функция {\displaystyle f({\vec {x}}\,',{\vec {x}}\,'')} интегрируема по Риману на {\displaystyle \Pi ^{'}=\prod _{k=1}^{m}[a_{k},b_{k}]\subset \mathbb {R} ^{m}}, то её интеграл {\displaystyle \int \limits _{\Pi ^{'}}f({\vec {x}}\,',{\vec {x}}\,'')\,d{\vec {x}}\,'} интегрируем по Риману на {\displaystyle \Pi ^{''}} и {\displaystyle \int \limits _{\Pi ^{''}}{\int \limits _{\Pi ^{'}}f({\vec {x}}\,',{\vec {x}}\,'')\,d{\vec {x}}\,'}\,d{\vec {x}}\,''=\int \limits _{\Pi }f({\vec {x}})\,d{\vec {x}}}
  - Следствие 3. Пусть {\displaystyle f\in R(A)}. Обозначим через {\displaystyle A^{''}} - проекцию множества {\displaystyle A} на {\displaystyle \mathbb {R} ^{n-m},\ A^{''}=\left\{{\vec {x}}\,''\in \mathbb {R} ^{n-m}:\ \exists {\vec {x}}\,'\in \mathbb {R} ^{m},\right.} что {\displaystyle \left.({\vec {x}}\,',{\vec {x}}\,'')\in A\right\},\ 1\leqslant m<n}. Для {\displaystyle {\vec {x}}\,''\in A} обозначим через {\displaystyle A^{'}} - сечение множества {\displaystyle A,\ A^{'}({\vec {x}}\,''=\left\{{\vec {x}}\,'\in \mathbb {R} ^{m}:\ ({\vec {x}}\,',{\vec {x}}\,'')\in A\right\}}. Предположим, что {\displaystyle A^{''}} и все {\displaystyle A^{'}} - измеримые по Жордану множества в {\displaystyle \mathbb {R} ^{n-m}} и {\displaystyle \mathbb {R} ^{m}} соответственно, причём для каждого {\displaystyle {\vec {x}}\,''\in A^{''}} функция {\displaystyle f({\vec {x}}\,',{\vec {x}}\,'')\in R(A^{'}({\vec {x}}\,''))}. Тогда {\displaystyle \int \limits _{A^{'}({\vec {x}}\,'')}f({\vec {x}}\,',{\vec {x}}\,'')\,d{\vec {x}}\,'} интегрируем на {\displaystyle A^{''}} и {\displaystyle \int \limits _{A^{''}}{\int \limits _{A^{'}({\vec {x}}\,'')}f({\vec {x}}\,',{\vec {x}}\,'')\,d{\vec {x}}\,'}\,d{\vec {x}}\,''=\int \limits _{A}f({\vec {x}})\,d{\vec {x}}}.